# Serris

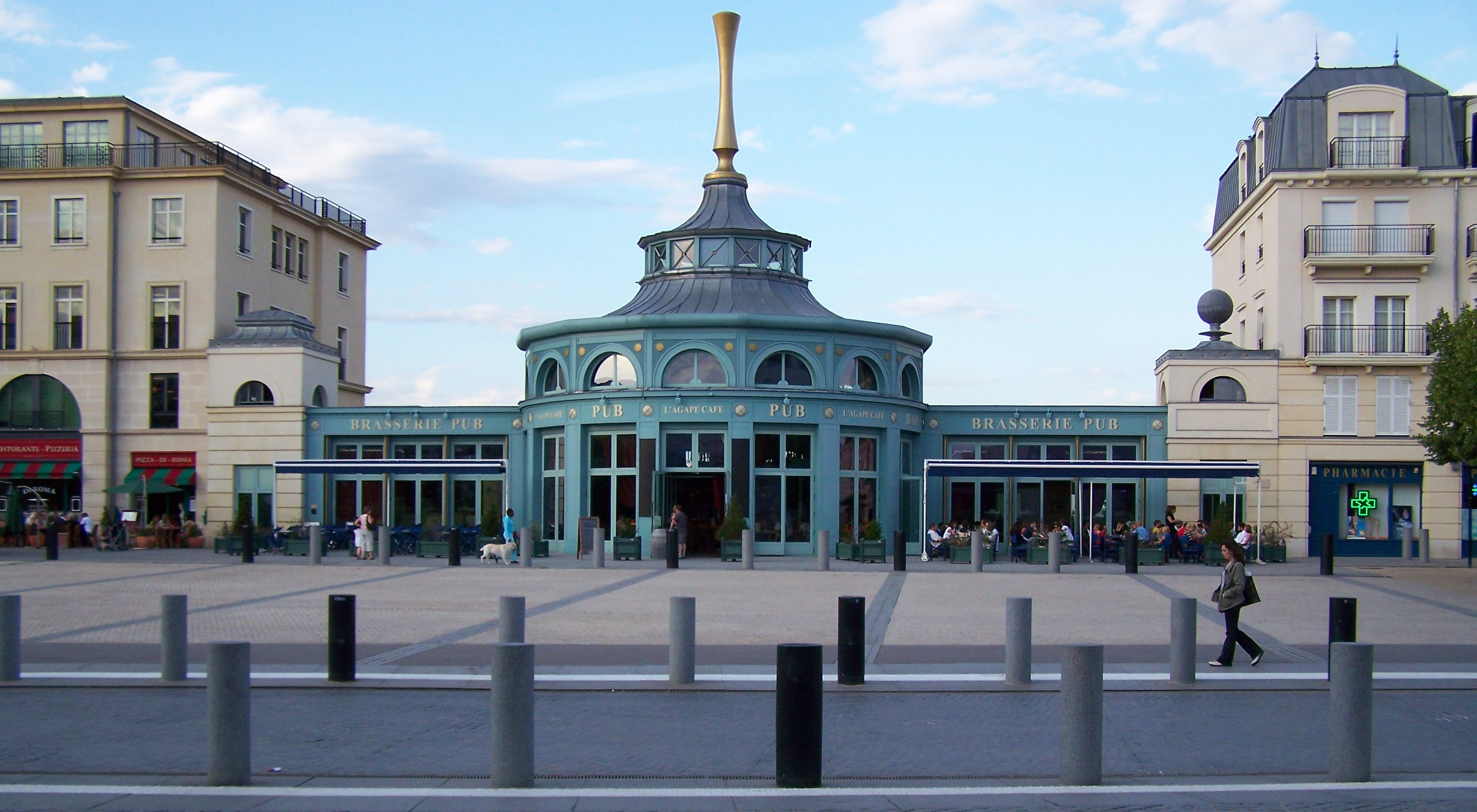
Plac Ariane

Serris – miejscowość i gmina we Francji, w regionie Île-de-France, w departamencie Sekwana i Marna.
Serris leży w pobliżu Disneyland Resort Paris i doświadcza dynamicznego przyrostu liczby ludności od otwarcia parku w 1992. W Serris mieszka 15% pracowników Disneyland Paris.
Według danych na rok 1990 gminę zamieszkiwało 898 osób, a gęstość zaludnienia wynosiła 159 osób/km² (wśród 1287 gmin regionu Île-de-France Serris plasuje się na 657. miejscu pod względem liczby ludności, natomiast pod względem powierzchni na 633. miejscu).